# Jaime Chincha
Jaime Miguel Chincha Ravines (Lima, 23 de diciembre de 1976) es un periodista, presentador de televisión peruano. Es conocido por conducir y dirigir los programas Primer plano (Willax) y Octavo mandamiento (Canal N).

## Trayectoria periodística
Ha trabajado en noticieros y programas periodísticos. Comenzó su carrera en 1999 en el equipo fundador del Canal N. A inicios del 2001, fue contratado por Baruch Ivcher, quien acababa de recobrar el control del canal de televisión Frecuencia Latina. Allí condujo A primera hora, Frecuencia al día, 90 segundos y Contrapunto. En octubre de 2004, se apartó del canal por voluntad propia.
Durante todo el año 2005, hizo reportajes de investigación para el programa Cuarto poder, de América Televisión. Al año siguiente, produjo las crónicas periodísticas del espacio electoral Dos dedos de frente, producido por Agenciaperu Producciones SAC para Frecuencia Latina.
Entre 2006 y 2007, fue editor general de Terra TV, un canal de televisión por internet de Terra Networks.
Pasó algunos meses del 2007 produciendo reportajes diarios para el programa La ventana indiscreta, producido por Agenciaperu Producciones SAC para Frecuencia Latina.
En el año 2009, fue parte del equipo fundador del canal de noticias Willax Televisión. Allí fue director, conductor y productor periodístico de la cadena hasta marzo del 2012.
En el 2012, fue conductor del noticiero matutino Buenos días, Perú, en Panamericana Televisión, hasta fines de octubre del 2015. Durante tres años consecutivos, este informativo fue nominado al Premio Luces, del diario El Comercio, en la categoría de mejor noticiero de televisión en el Perú.
A finales del 2015, regresa a Willax Televisión para dirigir el programa Mira quién habla, junto a Cecilia Valenzuela. Del 2016 al 2018, condujo y dirigió Primer plano, programa diario de noticias e investigación periodística. A principios de 2017, un reportaje crítico a la crisis de gobierno en Venezuela, le costó una denuncia fiscal de la representación diplomática oficialista en Lima. En abril de 2018 anunció su renuncia del canal para tomarse una pausa en la televisión.
Desde octubre de 2018 a marzo del 2022, dirigió el programa diario Nada está dicho por el canal de pago RPP TV. Además, fue conductor de los programas La rotativa del aire y Ampliación de noticias en la cadena Radio Programas del Perú.
El 2 de mayo de 2022, regresó a Canal N para dirigir el programa de entrevistas de política y actualidad Octavo mandamiento, que abandonó en 2024 para dedicarse a su propio pódcast, La tuerca.